# Lingua frisone antica
Il frisone antico era la lingua parlata tra l'ottavo e il sedicesimo secolo dalle genti che si erano stabilite nella zona tra il Reno e l'Elba nel quarto e quinto secolo, giungendo dalle aree della Danimarca e della Germania settentrionale, e apparteneva al ceppo delle lingue germaniche. La lingua degli abitanti precedenti non è conosciuta. Il frisone antico si è poi evoluto nel frisone moderno, parlato a partire dal XVI secolo.
Durante l'età medievale, la Frisia si estendeva dall'area attorno a Bruges, in quello che oggi è il Belgio, fino al fiume Weser, nella Germania settentrionale. In quel periodo la lingua frisone era parlata lungo l'intera costa meridionale del Mare del Nord. Questa regione veniva anche detta Grande Frisia o Frisia Magna.
I coloni partiti dalla Germania settentrionale e dalla Danimarca che si stabilirono in Inghilterra dal quarto secolo in poi venivano dalle stesse regioni e quindi parlavano la stessa lingua di quelli stabilitisi in Frisia. Esisteva quindi una forte somiglianza tra il frisone antico e l'antico inglese. Questa somiglianza si rinforzò durante l'eta mediana, quando le due lingue subirono diversi cambiamenti nella grammatica e nella fonetica, mentre le altre lingue germaniche occidentali non le subirono o vennero poco influenzate.

## Fonologia e grammatica
Quando seguita da vocali, la germanica k diventava ts; per esempio il frisone per formaggio e chiesa è tsiis e tsjerke, mentre nella lingua olandese si trova kaas e kerk. Una rima tradizionale nota sia in inglese che in olandese dimostra la somiglianza notevole delle due lingue frisone e inglese: "Bread, butter and green cheese is good English and good Friese", che è pronunciata circa nella stessa maniera in frisone, "Brea, bûter, en griene tsiis is goed Ingelsk en goed Frysk.", "Pane, burro e formaggio verde è buono in inglese e in frisone".
Anche se è stabilito che i primi esempi scritti di frisone antico risalgono al IX secolo circa, pochi sono i testi rimasti, tra cui pochissime iscrizioni runiche, che consistono in genere di una o poche parole.

## Opere in frisone antico
Esistono alcuni nomi frisoni che si sono tramandati in testi latini, e alcune iscrizioni runiche scritte in alfabeto fuþorc, ma i testi più antichi di frisone antico si datano intorno al tredicesimo secolo, specie in documenti legali.
- Westeremden yew-stick (ca. 750-900)
- Fon Alra Fresena Fridome
- Hunsigo MSS H1, H2: Dieci comandamenti , 17 petitiones
- Londriucht
- Thet Freske Riim
- Skeltana Riucht, codice di legge